# Almeida (Portugal)
Almeida ist eine  Kleinstadt und eine Vila in Portugal. Die Stadtgemeinde (Freguesia) hat 1145 und der Kreis (Município) 5887 Einwohner (beide Stand 19. April 2021). Almeida gehört zu den zwölf historischen Dörfern, den Aldeias Históricas.

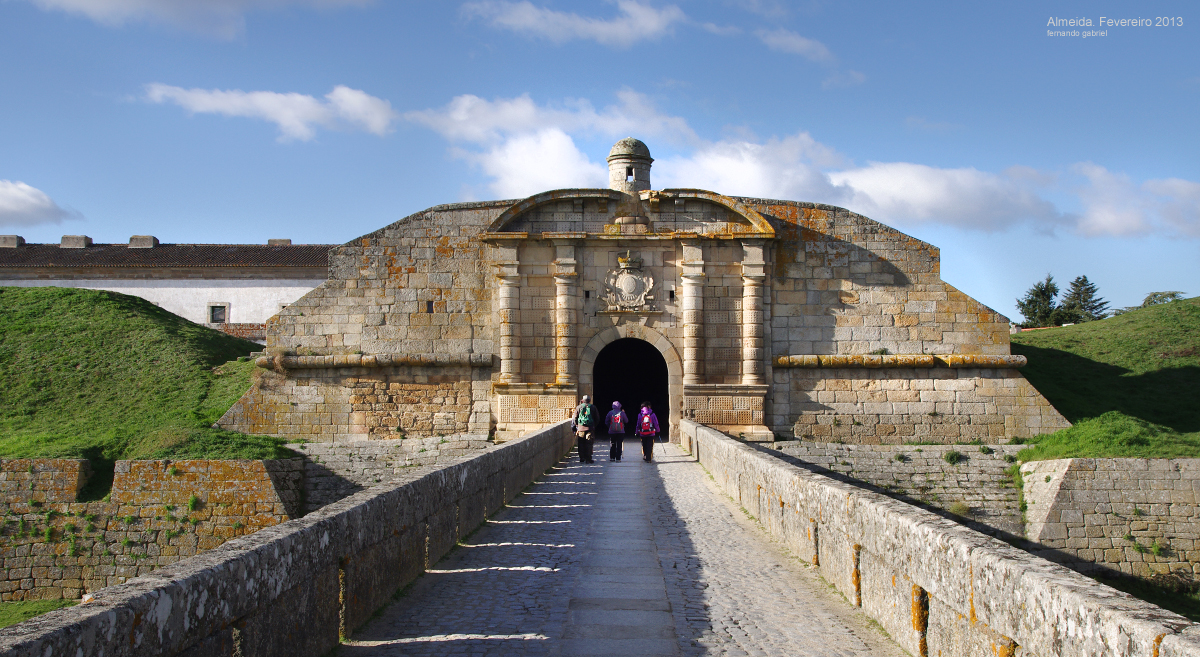
Stadttor von Almeida

## Lage
Zur spanischen Grenze im Osten sind es etwa 5,0 km, der Grenzort Vilar Formoso liegt 15 km südlich und gehört zum Kreis Almeida. Die Autobahn Europastraße 80 verläuft etwa 11 km südlich in West-Ost-Richtung. Pinhel befindet sich 12 km im Nordwesten und Figueira de Castelo Rodrigo 15 km im Norden. Die Distrikthauptstadt Guarda liegt etwa 45 km südwestlich.

## Geschichte
Die Spuren hiesiger Besiedlung reichen zurück bis in die Altsteinzeit. Auch aus der Kupfersteinzeit und der Eisenzeit sind hier Funde zu sehen, etwa Wallburgen (Portugiesisch: Castros), ebenso hinterließen die Römer Spuren ihrer Anwesenheit. Seine größte Bedeutung erhielt der Ort jedoch im Mittelalter, im Verlauf der Reconquista und in den anschließenden Auseinandersetzungen um den Erhalt der Unabhängigkeit des Portugals. 1296 erhielt Almeida erstmals Stadtrechte (Foral), die 1510 erneuert wurden.

### Die Festung
Almeida ist eine Festungsstadt. Die Stadtmauern sind sternförmig um den Stadtkern angeordnet. In der „Chronik der Goten“ ist Almeida für das Jahr 1039 erwähnt, wenn es heißt, dass von den Mauren viele Städte in der Extremadura, darunter Vilar Torpim, Almeida und Idanha an den Ufern des Tejo erobert wurden. Im Jahr 1296 taucht die Festung erstmals in einer Urkunde im Vertrag von Alcañices auf, wo der Besitz und die Reparatur der beschädigten Gebäude von König Dinis bestätigt wird. Als Schutzheilige gilt Nossa Senhora das Candeias (Unsere liebe Frau von den Kerzen). Im Verlauf der Napoleonischen Kriege auf der Iberischen Halbinsel bezog General Junot hier 1807 Quartier. Beim letztmaligen Durchzug der französischen Truppen unter General Masséna 1811 erlitt die Festung einige Zerstörung.

## Sehenswertes
- Militärmuseum
- Pfarrkirche und Gnadenkapelle,
- Mauern und Ruinen des Schlosses
- Einige Herrenhäuser (casas brasonadas)

Mit Castelo Mendo, Castelo Bom und Almeida liegen im Kreis drei der zwölf historischen Dörfer, den Aldeias Históricas de Portugal. Gekennzeichnete Wanderwege verbinden die Orte.

## Verwaltung

### Kreis
Almeida ist Sitz eines gleichnamigen Kreises (Concelho) im Distrikt Guarda. Die Nachbarkreise sind: im Norden Figueira de Castelo Rodrigo, im Osten grenzt Almeida an das Nachbarland Spanien, es folgen im Uhrzeigersinn Sabugal, Guarda sowie Pinhel.
Mit der Gebietsreform im September 2013 wurden mehrere Gemeinden zu neuen Gemeinden zusammengefasst, sodass sich die Zahl der Gemeinden von zuvor 29 auf 16 verringerte.
Die folgenden Gemeinden (Freguesias) liegen im Kreis Almeida:

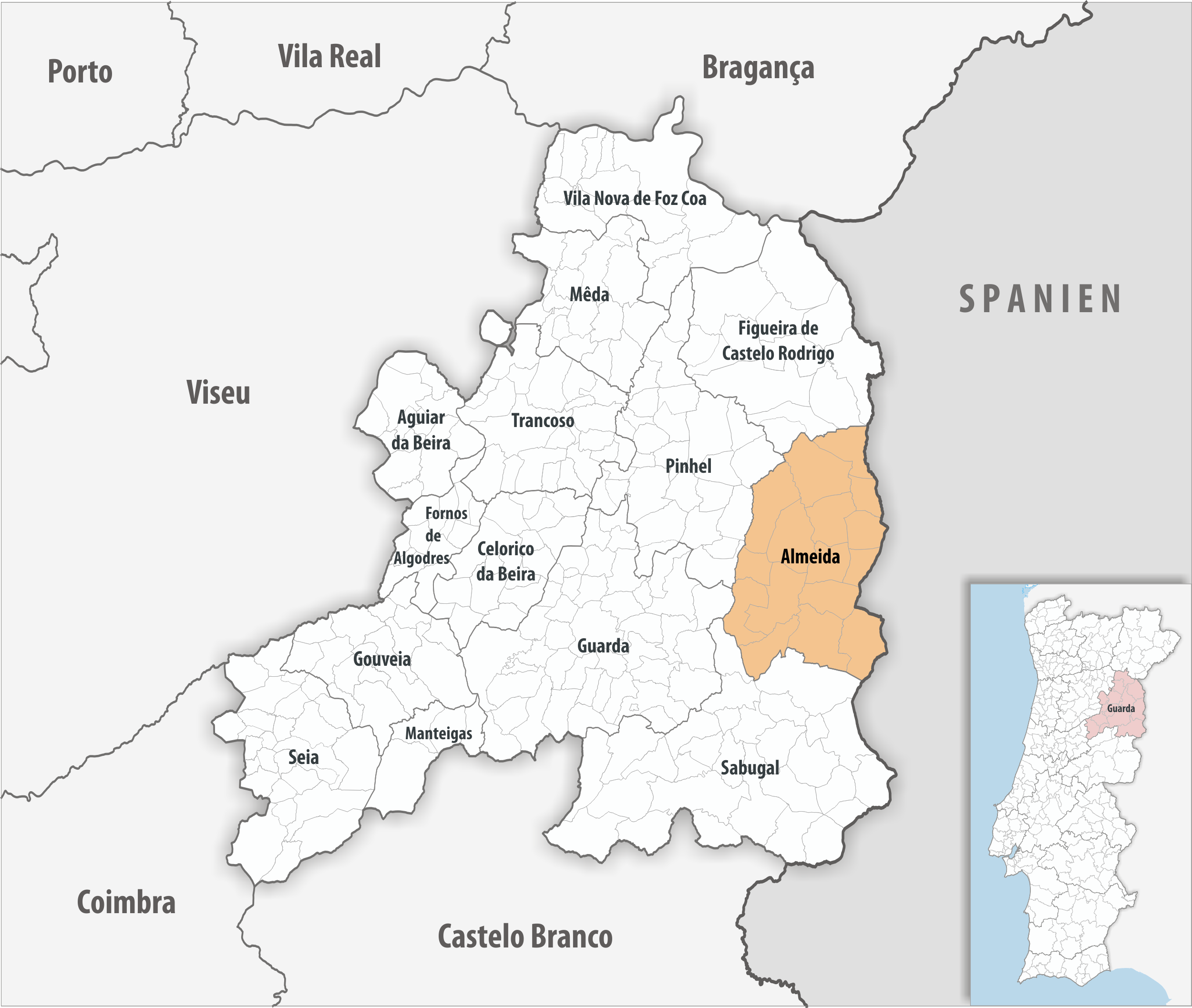
Kreis Almeida

| Gemeinde                                        | Einwohner (2021) | Fläche km² | Dichte Einw./km² | LAU- Code |
| ----------------------------------------------- | ---------------- | ---------- | ---------------- | --------- |
| Almeida                                         | 1.145            | 52,42      | 22               | 090203    |
| Amoreira, Parada e Cabreira                     | 307              | 31,40      | 10               | 090230    |
| Azinhal, Peva e Vale Verde                      | 261              | 47,05      | 6                | 090231    |
| Castelo Bom                                     | 172              | 25,04      | 7                | 090207    |
| Castelo Mendo, Ade, Monteperobolso e Mesquitela | 208              | 41,88      | 5                | 090232    |
| Junça e Naves                                   | 171              | 32,40      | 5                | 090233    |
| Freineda                                        | 188              | 29,24      | 6                | 090209    |
| Freixo de Cima                                  | 167              | 17,18      | 10               | 090210    |
| Leomil, Mido, Senouras e Aldeia Nova            | 153              | 42,42      | 4                | 090234    |
| Malhada Sorda                                   | 254              | 45,77      | 6                | 090213    |
| Malpartida e Vale de Coelha                     | 181              | 29,01      | 6                | 090235    |
| Miuzela e Porto de Ovelha                       | 280              | 28,87      | 10               | 090236    |
| Nave de Haver                                   | 295              | 41,13      | 7                | 090219    |
| São Pedro de Rio Seco                           | 154              | 22,59      | 7                | 090224    |
| Vale da Mula                                    | 160              | 16,46      | 10               | 090227    |
| Vilar Formoso                                   | 1.791            | 15,14      | 118              | 090229    |
| Kreis Almeida                                   | 5.887            | 518,00     | 11               | 0902      |

### Bevölkerungsentwicklung
| Einwohnerzahl im Kreis Almeida (1801–2011) | Einwohnerzahl im Kreis Almeida (1801–2011) | Einwohnerzahl im Kreis Almeida (1801–2011) | Einwohnerzahl im Kreis Almeida (1801–2011) | Einwohnerzahl im Kreis Almeida (1801–2011) | Einwohnerzahl im Kreis Almeida (1801–2011) | Einwohnerzahl im Kreis Almeida (1801–2011) | Einwohnerzahl im Kreis Almeida (1801–2011) | Einwohnerzahl im Kreis Almeida (1801–2011) | Einwohnerzahl im Kreis Almeida (1801–2011) | Einwohnerzahl im Kreis Almeida (1801–2011) | Einwohnerzahl im Kreis Almeida (1801–2011) | Einwohnerzahl im Kreis Almeida (1801–2011) |
| ------------------------------------------ | ------------------------------------------ | ------------------------------------------ | ------------------------------------------ | ------------------------------------------ | ------------------------------------------ | ------------------------------------------ | ------------------------------------------ | ------------------------------------------ | ------------------------------------------ | ------------------------------------------ | ------------------------------------------ | ------------------------------------------ |
| 1801                                       | 1849                                       | 1890                                       | 1900                                       | 1910                                       | 1920                                       | 1930                                       | 1960                                       | 1981                                       | 1991                                       | 2001                                       | 2011                                       |                                            |
| 3.408                                      | 5.604                                      | 15.107                                     | 17.031                                     | 17.479                                     | 15.168                                     | 14.860                                     | 16.107                                     | 10.524                                     | 10.040                                     | 8.423                                      | 7.210                                      |                                            |

### Kommunaler Feiertag
- 2. Juli

### Städtepartnerschaften
- Frankreich: Mutzig (seit 2012)[7]

## Söhne und Töchter der Stadt
- Bernardo de Brito (1569–1617), Zisterziensermönch und Historiker
- Paulino Joaquim Leitão (1779–1830), Lyriker und Militär, Offizier am portugiesischen Königshaus während dessen Exils in Rio de Janeiro
- António Ginestal Machado (1874–1940), Jurist, Pädagoge und Politiker, mehrmaliger republikanischer Minister
- Teófilo Carvalho dos Santos (1906–1986), Jurist, Politiker und Freimaurer, 1978–1980 Parlamentspräsident der Assembleia da República
- José Pinto Peixoto (1922–1996), Geophysiker und Meteorologe
- Eduardo Lourenço (1923–2020), Philosoph, Literaturwissenschaftler und Autor
- Ramiro Ladeiro Monteiro (1931–2010), Sozialwissenschaftler, Chef des portugiesischen Nachrichtendienstes SIS
- Jaime Silva (* 1954), Ökonom und Politiker, umstrittener Landwirtschaftsminister im Kabinett Sócrates I

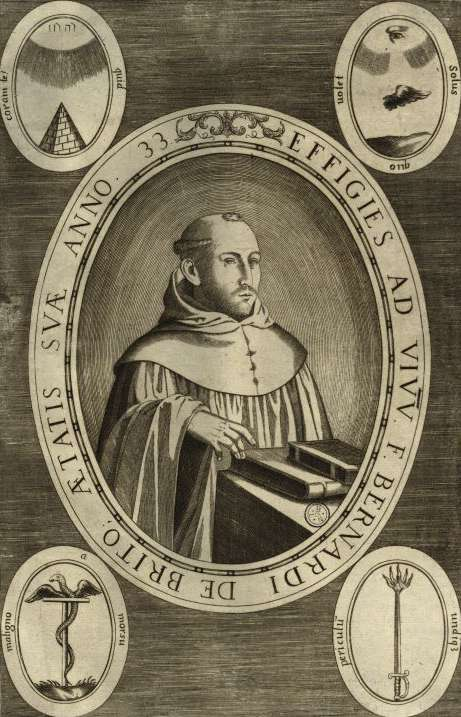
Bernardo de Brito
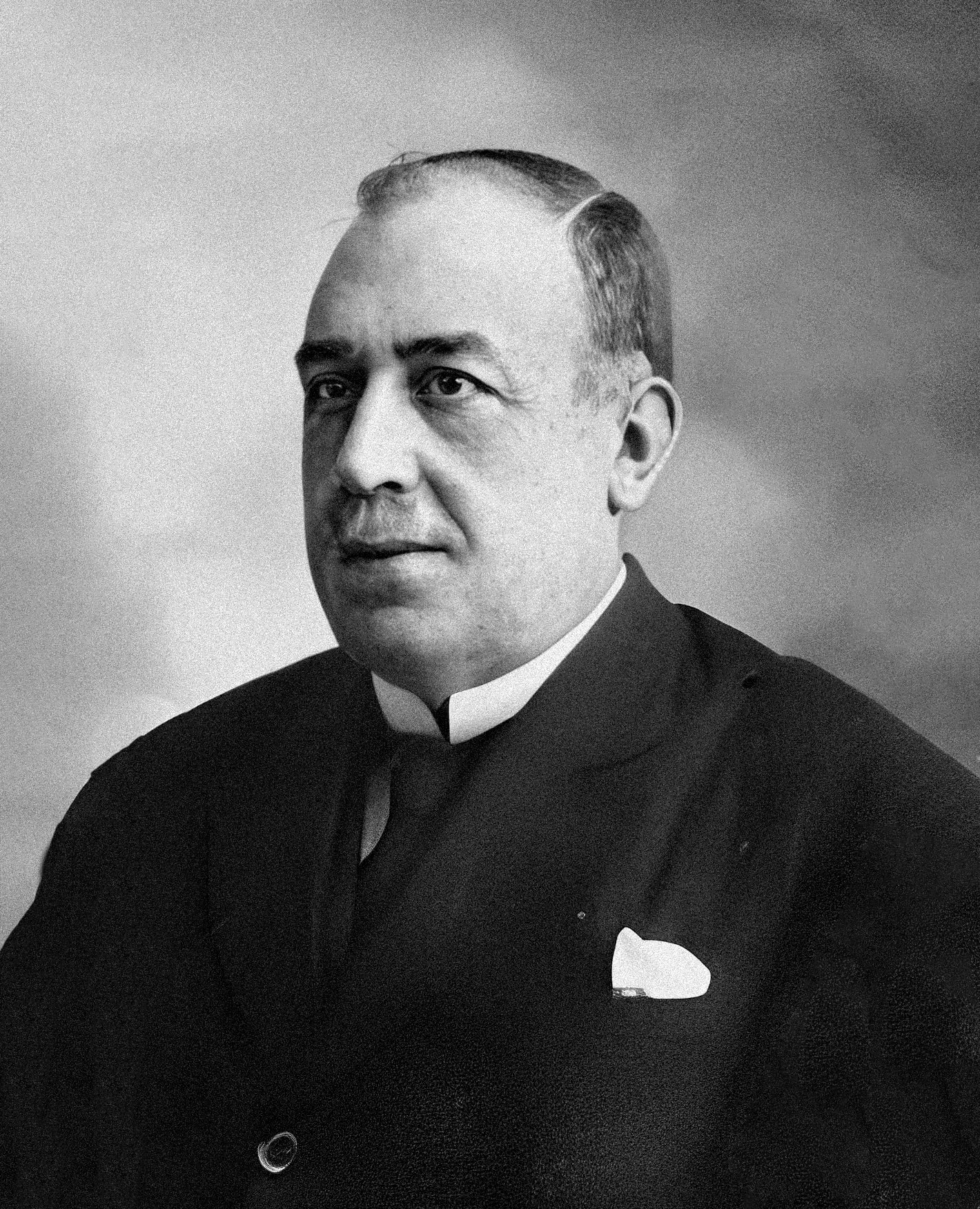
António Ginestal Machado
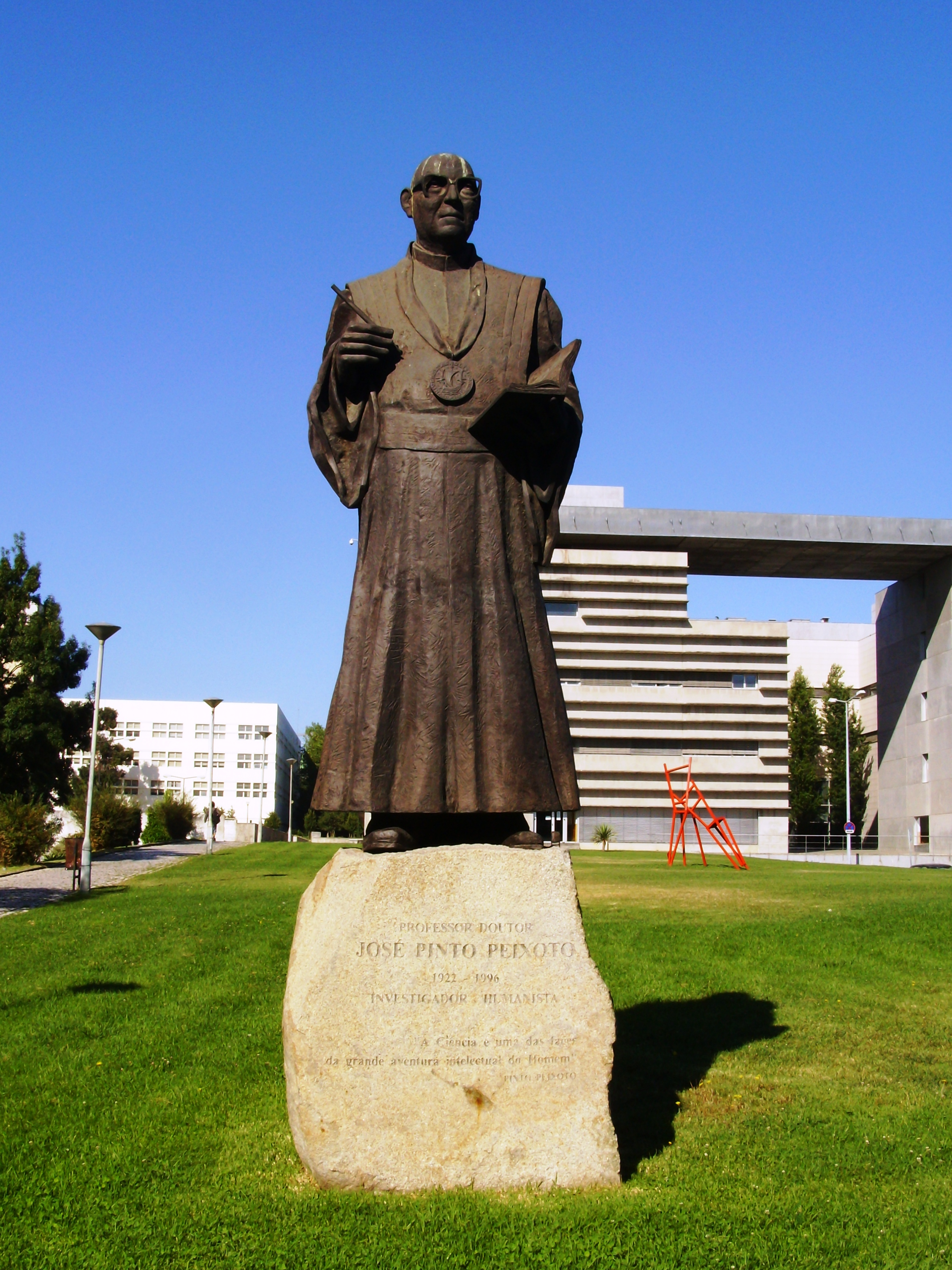
Statue des Jose Pinto Peixoto an der Universität Lissabon
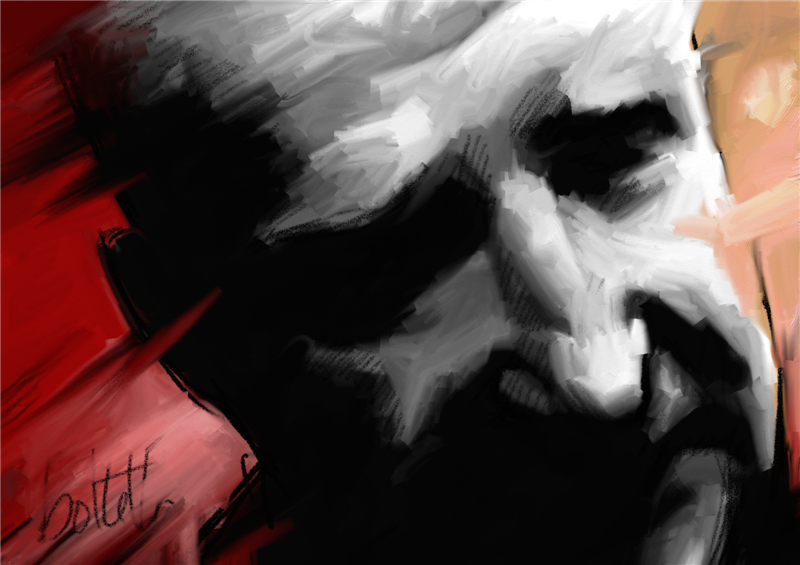
Eduardo Lourenço (Bild von Bottelho)